# 3325 TARDIS
TARDIS (asteróide 3325) é um asteróide da cintura principal com um diâmetro de 29,66 quilómetros, a 3,154544 UA. Possui uma excentricidade de 0,009401 e um período orbital de 2 075,63 dias (5,68 anos).
TARDIS tem uma velocidade orbital média de 16,69065514 km/s e uma inclinação de 22,26026º.
Este asteróide foi descoberto em 3 de Maio de 1984 por Brian Skiff.
Foi nomeado em homenagem a TARDIS, a máquina do tempo usada no seriado britânico de ficção científica Doctor Who.